# Droga magistralna M4 (Rosja)
Droga magistralna M4 «Don» (ros. Федеральная автомобильная дорога М4 «Дон») – rosyjska droga znaczenia federalnego. Jako autostrada rozpoczyna swój bieg w stolicy państwa, Moskwie, następnie podążając przez Widnoje, Kaszyrę i Stupino, kończąc na węźle z magistralą R22 (dawniej M6). Dalej, jako magistrala biegnie przez Bogorodick, Jefremow, Jelec i Zadońsk. W Rostowie ma most nad rzeką Don. Następnie, biegnąc przez Krasnodar do Noworosyjska, gdzie kończy swój bieg. M4 jest częścią trasy europejskiej E115.